# Borealopelta

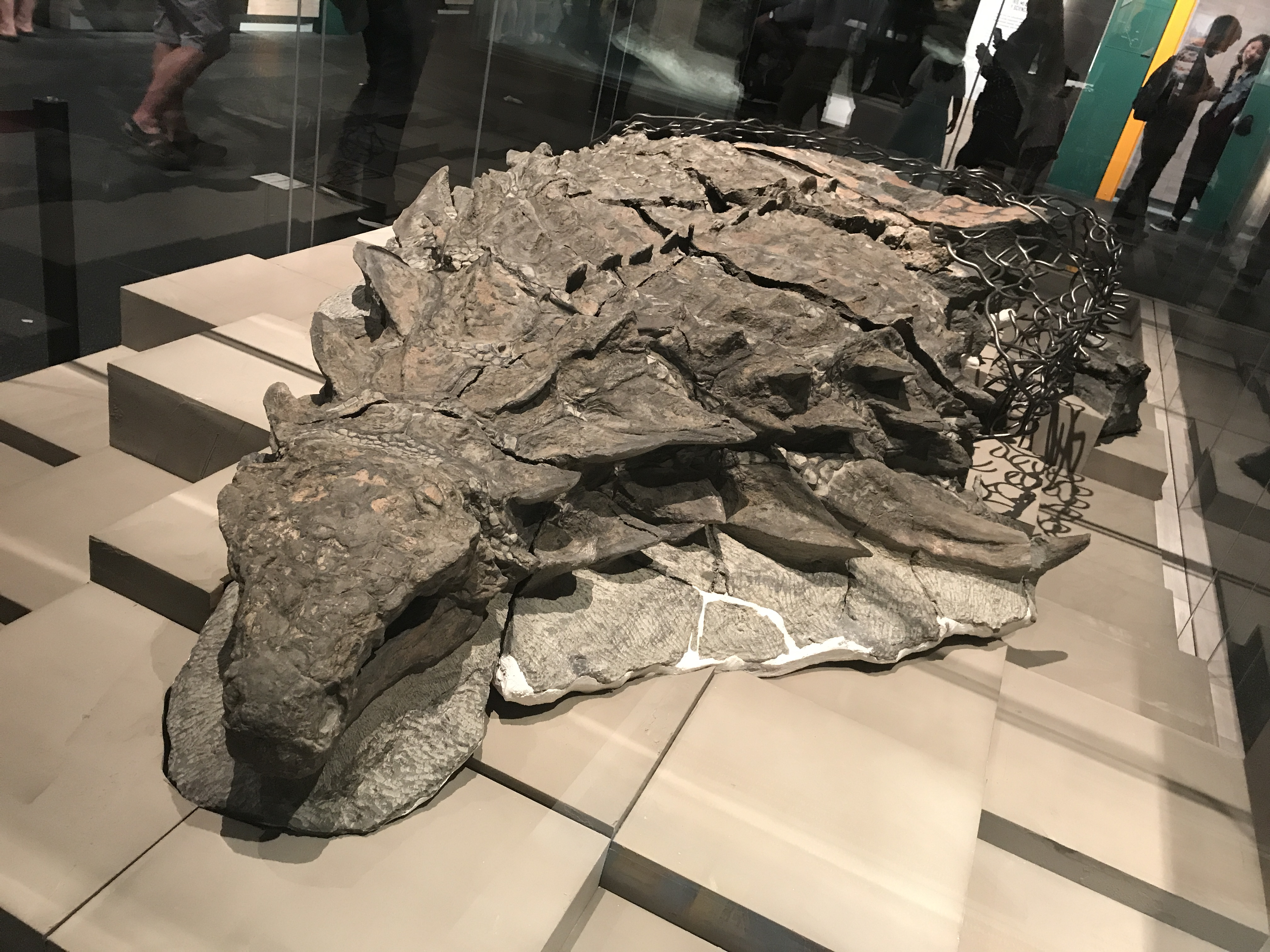
Borealopelta markmitchelli

Borealopelta markmitchelli is een plantenetende ornithischische dinosauriër, behorend tot de Ankylosauria, die tijdens het vroege Krijt leefde in het gebied van het huidige Canada.
Het in 2011 gevonden fossiel van Borealopelta, een "dinosauriërmummie", is het meest complete dat van de Nodosauridae bekend is en toont de pantserschubben in hun natuurlijke positie, nog voorzien van hoornlagen en de min of meer oorspronkelijke kleur.

## Vondst en naamgeving
Ten noorden van Fort McMurray in Alberta exploiteert Suncor Energy de Millennium Mine waarin teerzand in dagbouw voor de winning van olie gegraven wordt. Om 13:30 op 21 maart 2011 stuitte Shawn Funk met zijn graver bij het verwijderen van een twaalf meter hoge harde toplaag op een fossiel skelet. Behalve versteend hout is de Millenium Mine arm aan fossielen. Dergelijke vondsten zijn eigendom van de Canadese overheid en opzichter Mike Gratton waarschuwde onmiddellijk het Royal Tyrell Museum. Op 23 maart werden de paleontoloog Donald Henderson en de hoofdpreparateur Darren Tanke ingevlogen. Men verwachtte in een zeeafzetting een plesiosauriër aan te treffen maar tot hun verbazing ging het om een vrijwel volledige ankylosauriër. Na drie dagen voorbereiding werd het fossiel dat tot acht meter diep in de rotswand gelegen was gedurende veertien dagen langzaam losgewerkt. Tijdens een poging het er in één stuk uit te tillen brak het blok met een gewicht van 6,8 ton in verschillende stukken. Die werden met gips beschermd en naar het museum afgevoerd. Gedurende vijf jaar werd het fossiel door Mark Mitchell in zevenduizend werkuren geprepareerd waarna het van 12 mei 2017 af kon worden tentoongesteld. Tijdens de preparering bleek het fossiel een nog onbekende soort te vertegenwoordigen. Het was het meest complete en best bewaarde specimen dat ooit uit de Nodosauridae was gevonden. Door een opmerkelijk toeval werd tegelijkertijd in de Verenigde Staten een uitzonderlijk goed bewaard fossiel van de Ankylosauridae gevonden, dat in 2017 werd benoemd als Zuul, zodat in één jaar over beide ankylosaurische hoofdgroepen de wetenschappelijke kennis een sprong voorwaarts maakte. Beide exemplaren werden overigens vaak verward. Het Canadese exemplaar kreeg intern de bijnaam Mrs Prickly maar werd in de pers meestal aangeduid als de Suncor nodosaur(id).
In 2017 benoemden en beschreven Caleb Marshall Brown, Donald M. Henderson, Jakob Vinther, Ian Fletcher, Ainara Sistiaga, Jorsua Herrera en Roger E. Summons de typesoort Borealopelta markmitchelli. De geslachtsnaam is afgeleid van het Latijn borealis, "noordelijk" en het Oudgriekse πέλτη, peltè, "schild", een gebruikelijk achtervoegsel in de namen van nodosauriden. De soortaanduiding eert Mitchell.
Het holotype, TMP 2011.033.0001, is gevonden in een laag van de Wabiskawafzetting van de Clearwaterformatie die dateert uit het Aptien-Albien. Het bestaat uit een skelet met schedel en onderkaken. Van het skelet ontbreken de staart en de achterpoten op een voet na. Deze delen waren door de graver vernietigd. Niet alleen is het lichaamspantser vrijwel volledig in de oorspronkelijke positie aanwezig, het is ook nog bedekt met de huid en hoornlagen. Huidresten bevinden zich ook op de palmen van de handen en de voet. Binnenin het pantser moet ook het skelet grotendeels aanwezig zijn. Op de sacrale ribben na is daar echter weinig van te zien. Om de unieke lichaamsbedekking te ontzien, zal het skelet niet worden vrijgelegd. Met behulp van een CAT-scan hoopte men daar indirect informatie over te kunnen verkrijgen. Door de dichtheid van het gesteente leverde dat echter slechts wat vage afbeeldingen op. Aangenomen werd dat het skelet in zee gespoeld was. Het moet daar vlak voor de kust zijn afgezonken. Het kwam daar met het pantser omlaag op de zeebodem terecht, met zoveel kracht dat de modder er door ingedeukt werd. Het karkas werd daarna niet meer aangevreten. Nog voordat de rottingssappen het lijk verlieten, werd het door een laag van vijftien centimeter sediment bedekt. De buikholte werd met zand gevuld. Uiteindelijk ontwikkelde zich een dikke laag hard en bros sideriet die het hele lichaam omgaf, veertig centimeter dik richting zeebodem en twintig centimeter dik op de buikzijde. Die laatste laag is niet verwijderd om het fossiel wat stevigheid te laten behouden.
Later in 2017 publiceerde Brown een detailstudie van de osteodermen.

## Beschrijving

### Grootte en onderscheidende kenmerken

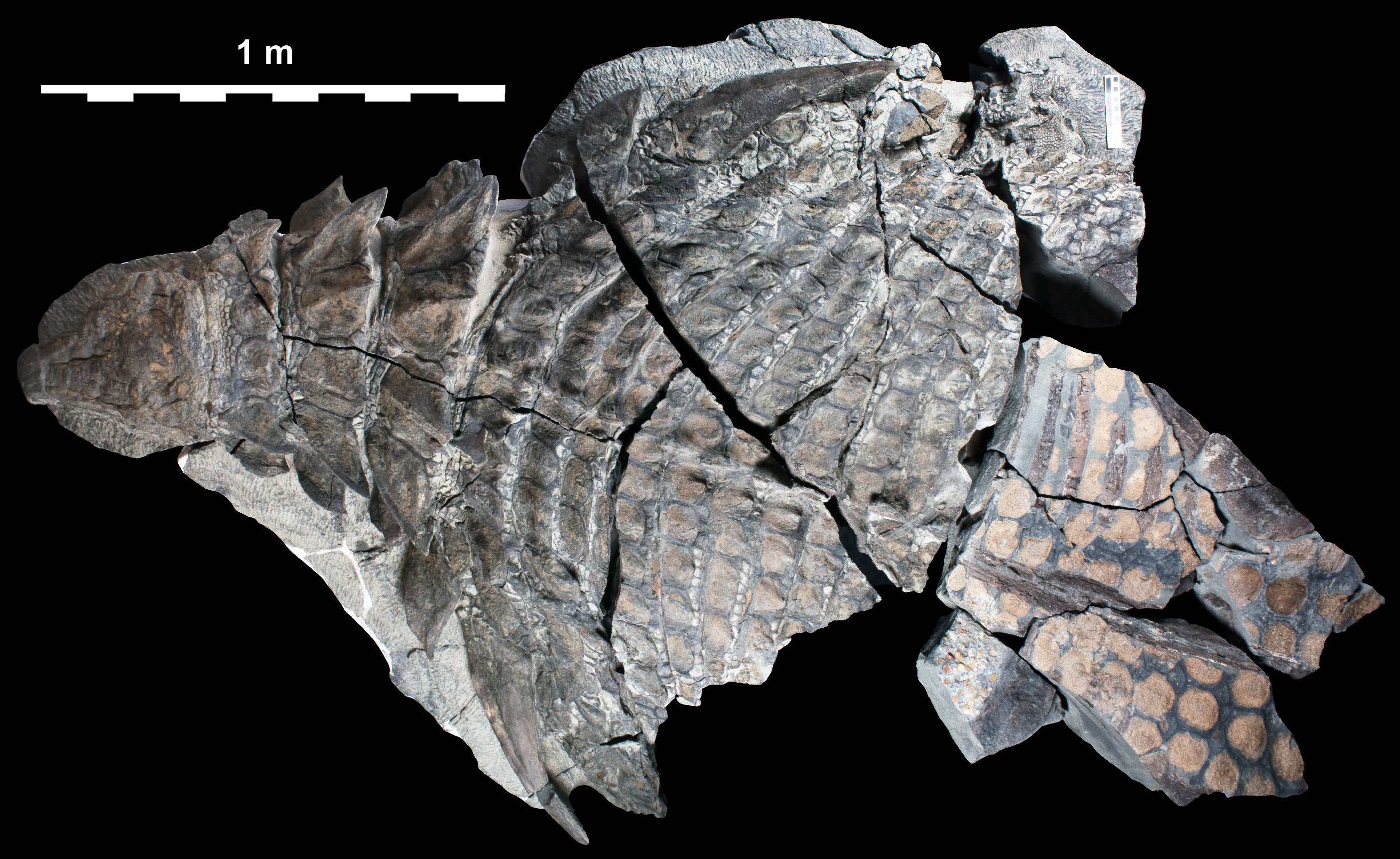
Het holotype van boven bezien

Borealopelta heeft een geschatte lengte van vijfenhalve meter. Het gewicht is geschat op 1300 kilogram. Het bewaarde deel van het holotype is ongeveer 2,75 meter lang.
De beschrijvers wisten enkele onderscheidende kenmerken vast te stellen. Sommige daarvan zijn autapomorfieën, unieke afgeleide eigenschappen. Het pantser op de kop bestaat uit een grote zeshoekige plaat op het schedeldak en meer dan twintig kleine plaatjes op de snuit. De basis van de jukbeenhoorn is horizontaal langer dan de oogkas. De pantserschubben zijn per zijde geordend in drie overdwarse rijen schubben van drie voor de nek, een tussenliggende rij van twee en zes rijen schubben op de borstkas. De derde en zesde rij schubben op de borstkas breekt afnemend in grootte af nog voor de zijkant bereikt is.
Daarnaast is er een unieke combinatie van op zich niet unieke kenmerken. De benige neusgaten zijn niet van bovenaf zichtbaar. De osteodermen boven de oogkas vormen een scherpe richel. De jukbeenhoorn heeft een driehoekig profiel met een scherpe punt. De osteodermen van de nek en borstkas vormen doorlopende rijen overdwars volledige gescheiden door doorlopende rijen overdwars van lagere veelhoekige hoornschubben. De grootste osteoderm is een horizontale stekel op de schouder die gekromd schuin naar buiten en achteren gericht is.

### Skelet
Van het skelet werd in 2017 alleen de schedel kort beschreven. De schedel heeft in bovenaanzicht een driehoekig profiel. De snuit is relatief smal en vooraan recht afgesneden. De lengte van de schedel is 363 millimeter. De schedel is licht langwerpig want de grootste breedte, over de jukbeenhoorns gemeten, bedraagt 335 millimeter. Over de schedelhoeken gemeten, gevormd door de postorbitale hoorns, is de breedte 296 millimeter. Over de oogkassen is de schedel 291 millimeter breed. De kop is tamelijk afgeplat met een hoogte van 123 millimeter. De snuit is vooraan licht afhangend. Er zijn tanden zichtbaar in de bovenkaak.
De kop is bedekt door benige huidplaten. Bij Borealopelta zijn ook de hoornschubben per plaat bewaardgebleven. Op de neus ligt een grote trapeziumvormige plaat. Daarachter ligt een groot aantal kleine veelhoekige plaatjes die min of meer rond zijn, in ongeveer acht rijen overdwars. Op het schedeldak ligt een grote plaat die de diagnose zeshoekig noemt, en de aanvullende beschrijving achthoekig. De supraorbitale hoorn vormt een richel over de oogkas, ongeveer de helft van de lengte daarvan naar voren doorlopend. Daarachter ligt een piramidevormige "postorbitale" hoorn op het squamosum, naar bezijden en schuin naar achteren uitstekend met een stompe punt. De jukbeenhoorn steekt schuin naar beneden en licht naar achteren en heeft een afgeronde punt.
Van de rest van het skelet is nog weinig bekend. Op de middenlijn van de romp steken de toppen van de doornuitsteeksels tussen het pantser door. Dat was hoogstwaarschijnlijk niet de oorspronkelijke toestand: de weefsels moeten in elkaar gezakt zijn. Beschadigingen op de heup laten ribben, sacrale ribben en de bovenzijden van de darmbeenderen zien, zonder daarvan veel detail te tonen. Op het heiligbeen liggen bundels verbeende pezen.

### Osteodermen

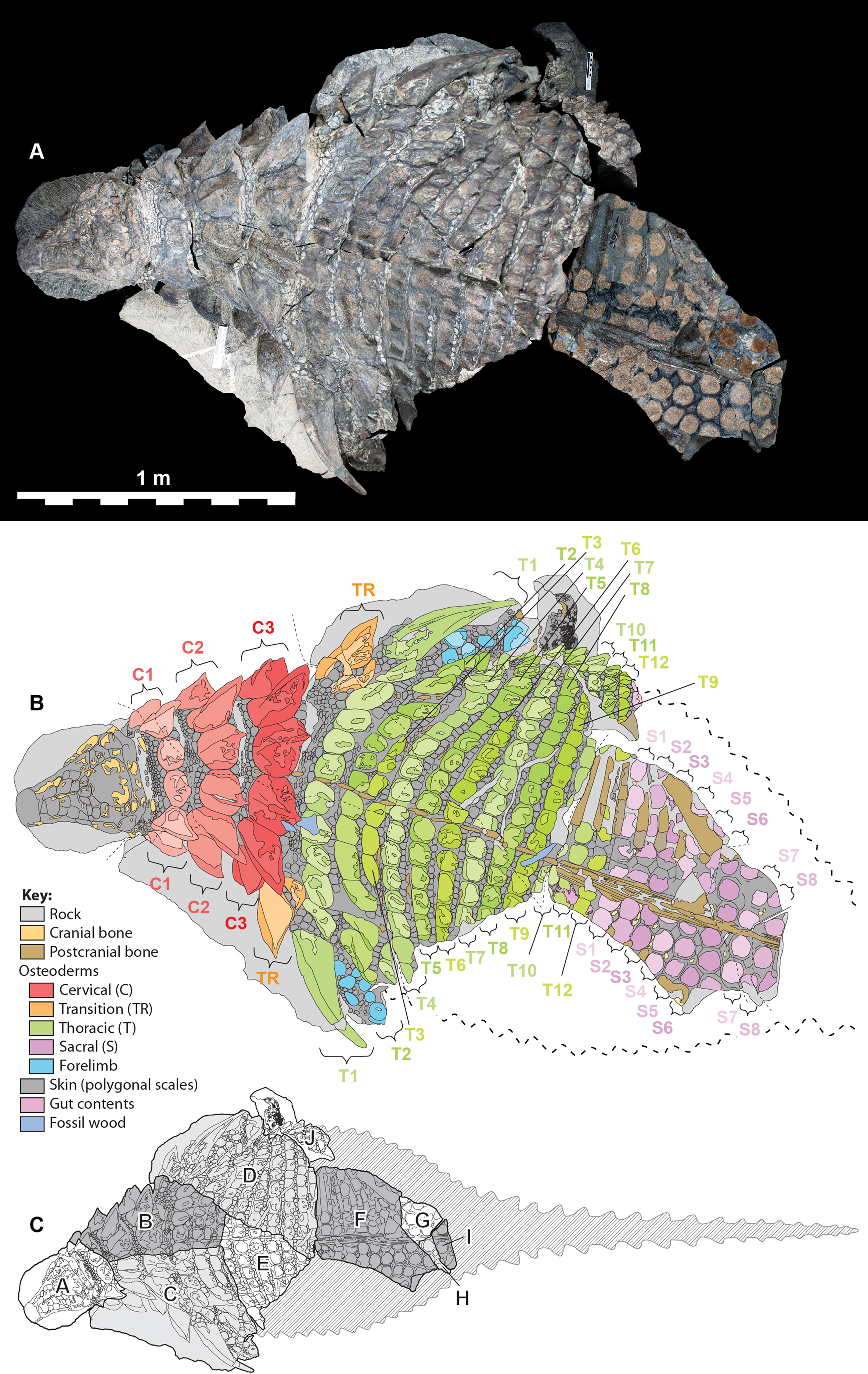
Schema van de osteodermen

Zoals bij sommige ankylosauriërs, zijn de romp en nek bedekt door gordels osteodermen die overdwars georiënteerd zijn. Er liggen drie rijen op de nek, twaalf op de borstkas en minstens acht op het bekken. Daarnaast liggen deze pantserplaten ook min of meer overlangs op een rij. Naar buiten toe worden de osteodermen groter en hun kielen langer totdat de buitenste de vorm hebben van stekels op de buitenrand van nek en romp. Bij het holotype is ook te zien dat hoornschachten de stekels verlengen. Tussen de gordels liggen kleinere veelhoekige hoornschubben. Die gaven een zekere flexibiliteit aan het pantser, waarvan de gordels iets ten opzichte van elkaar konden verschuiven, zoals ook te zien is bij het holotype, waarvan de rechterhelft meer naar voren gekromd is bewaard.
De osteodermen op de nek vormen drie halsbergen of halfrings, die het bovenste gedeelte beschermen. Iedere halsberg heeft per zijde drie pantserplaten die veel groter zijn dan de gemiddelde platen op de romp. De platen hebben een zeshoekige basis en midden bovenop een scherpe kiel waarvan de punt naar achteren uitsteekt tot over de achterrand. De buitenste kielen eindigen in flinke stekels die naar achteren krommen. Naar achteren worden de halsbergen steeds groter zodat aansluiting verkregen wordt met de romp. Opmerkelijk is de aanwezigheid van een soort "overgangsgordel" op de schouder tussen de laatste halsberg en de eerste van de twaalf rompgordels. Deze tussengordel heeft slechts twee osteodermen per zijde, een kleine kegelvormige aan de binnenzijde en een zeer lange stekel aan de buitenrand van de romp. Meer naar de middenlijn is er zo meer ruimte tussen nek en romp wat de kop meer beweeglijkheid geeft. Dat wordt nog bevorderd doordat de stekel van buitenste osteoderm van de derde halsberg een niveau hoger ligt dan deze voorste zijstekel van de romp.
De twaalf pantsergordels van de romp hangen samen met de ruggenwervels; ze zijn min of meer tussen de positie van twee wervels gelegen. Het aantal osteodermen per gordel varieert van drie tot twaalf. De pantserplaten van de eerste rij zijn duidelijk het grootst en de buitenste stekel van de eerste rij is de langste van het hele lichaam, een halve meter lange kromme naar achteren gerichte "hoorn" vormend die de beschrijvers aanduiden als een spina parascapularis omdat deze ongeveer op het schouderblad gelegen is. De term is gebruikelijker voor Stegosauria. De meeste osteodermen hebben een min of meer rechthoekig profiel met de lange zijde overdwars gericht. Met de korte zijden raken ze elkaar, en vrijwel doorlopende pantsering vormen. De kielen lopen echter steeds in de lengterichting van het lichaam en lopen dus meestal tussen de lange zijden. Rijen drie, zes en wellicht negen houden op voordat de buitenrand van de romp bereikt is.
De osteodermen van de heup zijn niet compleet bewaard gebleven: de bovenzijde van deze zone is door de graver er af gespleten. Het lijkt erop dat hun profiel meer zeshoekig of rond wordt en dat ze elkaar niet helemaal raken. Tussen de grotere osteodermen liggen hier kleintjes.
Op de bovenzijde van de voorpoot liggen ovale osteodermen. Ze hebben geen kiel maar een zwelling in het midden. De rechteronderarm toont een paar grote kegelvormige osteodermen op de achterzijde. Op de palmzijde van de hand bevinden zich geen osteodermen maar wel op de bovenste palmzijde van de (midden)voet.

### Hoornlagen

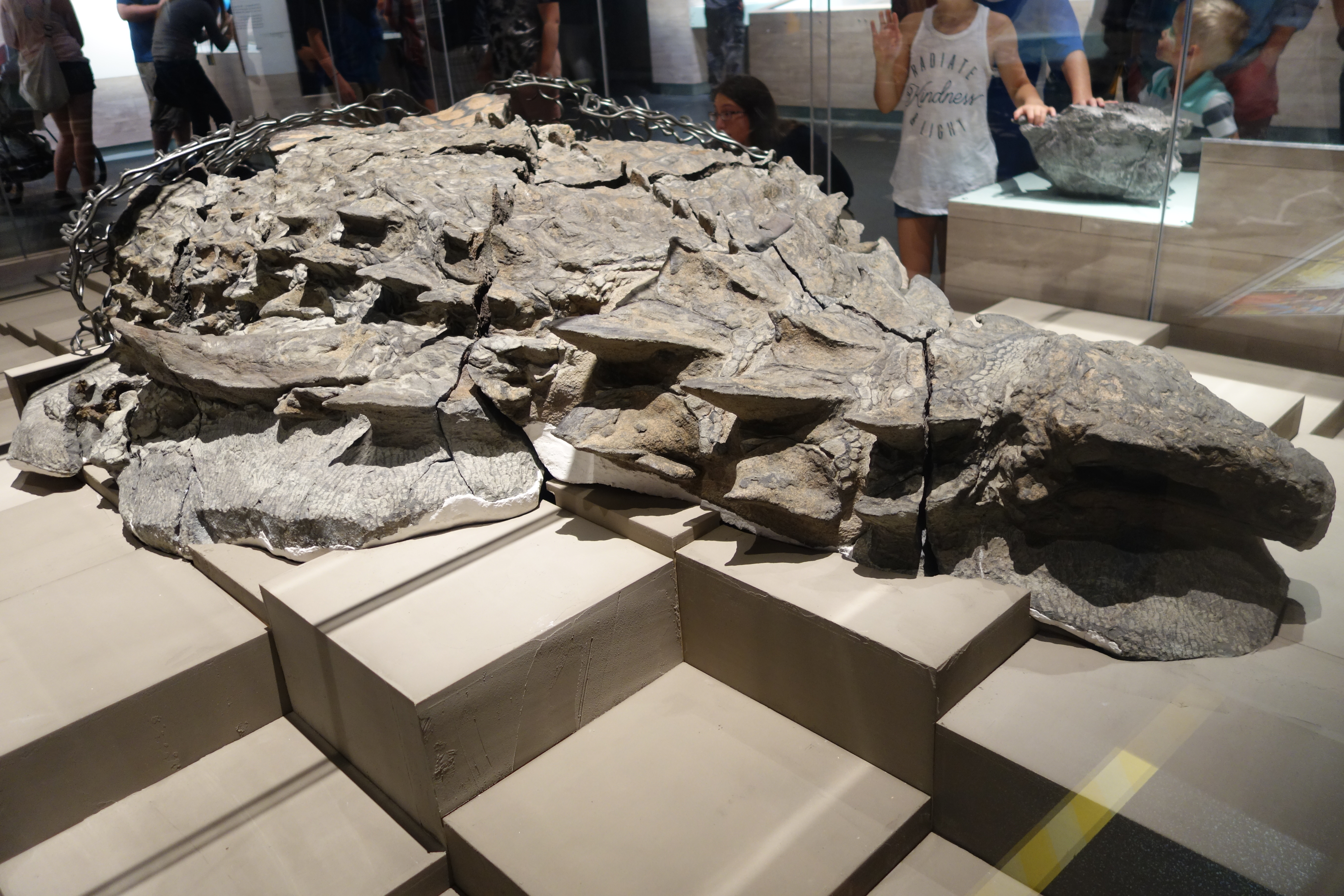
Het holotype van de rechterzijde bezien

Op alle osteodermen is een dikke laag korrelig materiaal aangetroffen die geïnterpreteerd werd als het originele hoornweefsel. Er zouden zich daarin in de loop van de miljoenen jaren wel chemische wijzigingen hebben voorgedaan maar het zou toch gaan om het oorspronkelijke materiaal, niet om een vervanging door andere moleculen zoals bij de meeste "verstening". Evenmin betreft het afdrukken of natuurlijke afgietsels. De hoorschachten passen precies op het botweefsel van de osteoderm. Op de halsbergen en stekels wordt de kiel scherp en aanzienlijk verlengd; op de romp gaat het meer om kegels of kappen met een dikte tot één centimeter. Grotere schachten hebben groeven in de lengterichting en een banderende kleurtekening. Op het blote oog zien die lagen er tegenwoordig grijs uit en bepalen grotendeels de aanblik van het fossiel zoals het tentoongesteld wordt. Onder ultraviolet licht lichtten de groeven en de grote zijuitsteeksels ten dele fel op.

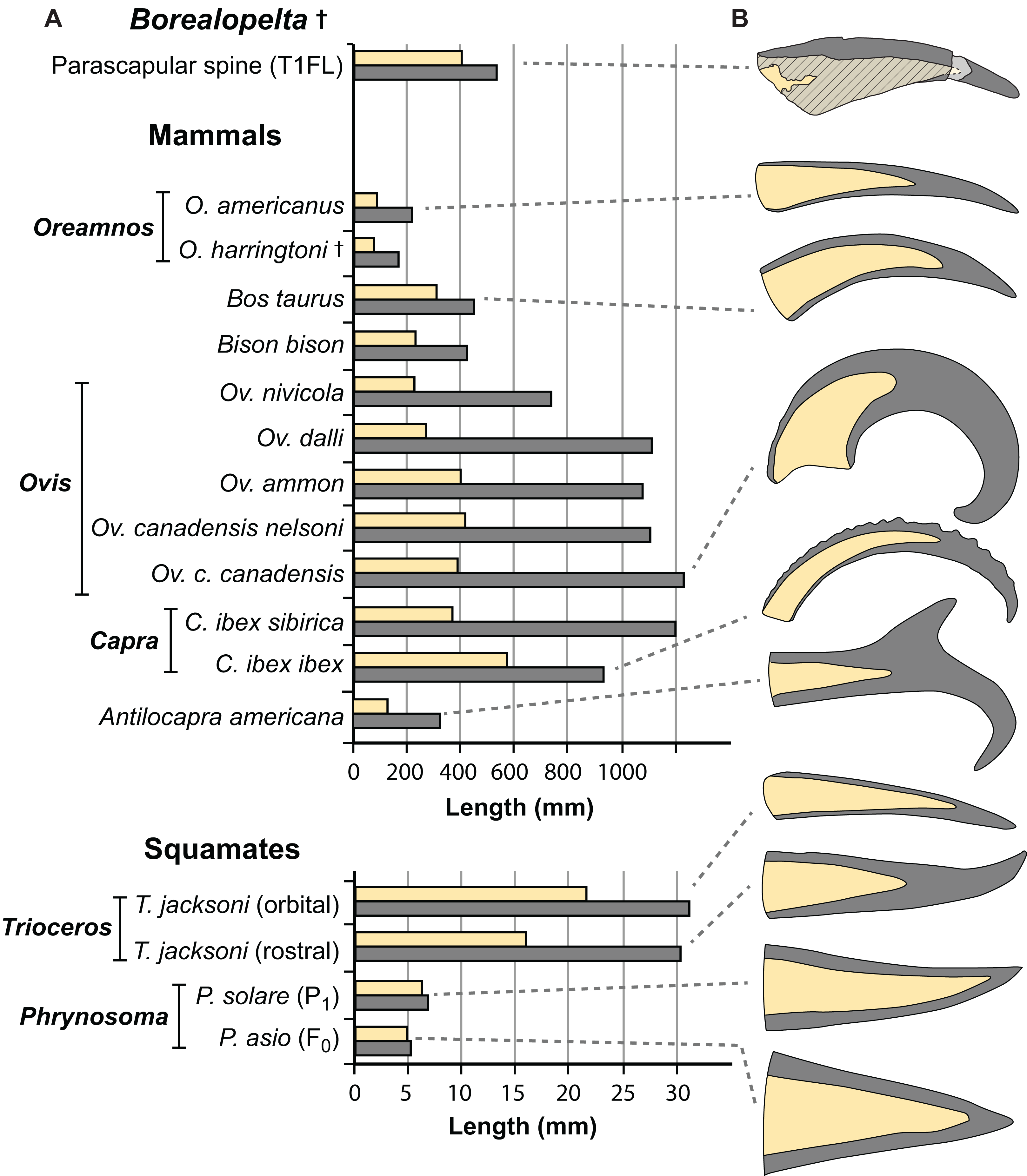
De lengte van de hoornschacht van de schouderstekels vergeleken met hoornlagen van moderne dieren

De schubben tussen de gordels zijn geen ossicula of beenschubjes maar ook van hoornstof gemaakt. Tussen de halsbergen zijn er meerdere rijen van veelhoekige hoornschubben van een tot drie centimeter doorsnede. Tussen de gordels van de romp zijn de hoornschubben rechthoekig en vormen een enkele rij.
Op de heupen is te zien dat de hoornkappen op de osteodermen een achthoekig profiel hebben. Tussen de osteodermen liggen hier grote ruitvormige hoornschubben met een doorsnede van drie tot zes centimeter. Sommige daarvan hebben echter een beenkern. De meer losse osteodermen, zoals de spinae parascapulares, die van de tussengordel en die op de voorpoten raken geen andere osteodermen en zijn omringd door rozetten van veelhoekige hoornschubben. Veelhoekige hoornschubben van twee tot vier centimeter doorsnede bedekken ook de voorpoten. Op de onderkant van de handen en voeten gaat dit over in meer bolle schubjes van vier tot acht millimeter doorsnede. Die hebben een patroon dat overeenkomt met de ichnospecies Tetrapodosaurus waarvan de sporen bekend zijn uit het Onder-Krijt van Alberta en Alaska.
De vervolgstudie van Brown richtte zich voornamelijk op de hoornlagen. Een statistische analyse van de 172 geïdentificeerde pantserschubben wees uit dat de dikte daarvan een positieve allometrie toonde met de grootte van de osteoderm. Dat houdt in dat naarmate de schub groter is, de hoorlaag extra in lengte toeneemt. De allometrie was zwak bij de osteodermen van de romp, sterker bij die van de nek en het sterkst bij de schouderstekels die tot een kwart door een hoornschacht verlengd worden.

### Kleur

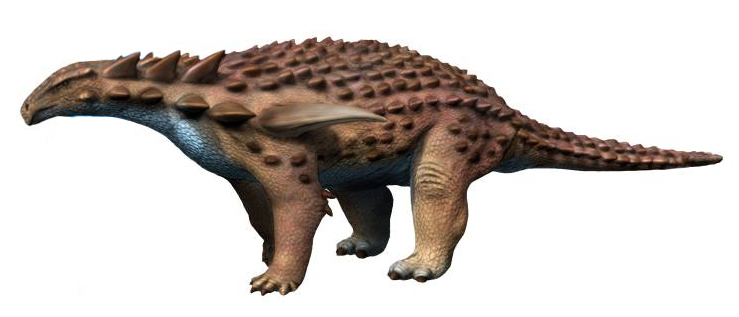
Borealopelta was vermoedelijk roodbruin gekleurd

Omdat de hoornlagen bewaard waren gebleven, werd door Vinther onderzocht of daarvan de oorspronkelijke kleur kon worden bepaald. In de eenentwintigste eeuw is het mogelijk gebleken bij gefossiliseerde veren de kleur vast te stellen door het type melanosomen, pigmentdragende organellen, met een microscoop waar te nemen. Helaas, het bleek dat die niet meer als zodanig te vinden waren. Het zou echter kunnen dat hun afbraakproducten nog aanwezig waren. Dat zou gemeten kunnen worden via spectrometrie, SIMS ofwel Secondary Ion Mass Spectrometry. Daaruit bleek de aanwezigheid van veel secundaire zwavelionen die eerder in fossielen aangetoond zijn bij een hoge concentratie benzothiazool, zoals te verwachten zou zijn bij de afbraak van feomelanine, een roodbruin pigment. Dat zou ook de afwezigheid van de melanosomen zelf kunnen verklaren want die zijn minder hittebestendig als ze feomelanine bevatten. De conclusie was dan ook dat Borealopelta roodbruin gekleurd was en vrij fel ook aangezien de concentratie benzothiazool zo hoog was dat het de fluorescentie van het calciumfosfaat bij uv-opnamen voorkwam, hoewel die stof meetbaar aanwezig was met een dichtheid vergelijkbaar met die van huidige Bovidae, de runderen.
Melanine verstevigt de hoornlaag. De bewaarde hoornbedekking houdt op onder de buitenste stekels. Dit werd gezien als een aanwijzing dat de buik minder zwaar gepigmenteerd was dan de rug. Minder pigment zou zich ook bevonden hebben in de spinae parascapulares die met het blote oog waarneembaar lichter zijn.

## Fylogenie
Borealopelta werd in 2017 in de Nodosauridae geplaatst. Een exacte cladistische analyse had als uitkomst dat het de zustersoort was van Pawpawsaurus. Van hun klade was Europelta weer de zustersoort en van die aftakking Hungarosaurus.
De positie van Borealopelta in de evolutionaire stamboom volgens het beschrijvende artikel toont het volgende kladogram.
|  | Europelta carbonensis                                                                 |
|  |                                                                                       |
|  | \| \| Pawpawsaurus campbelli \| \| \| \| \| \| Borealopelta markmitchelli \| \| \| \| |
|  |                                                                                       |
|  | Pawpawsaurus campbelli                                                                |
|  |                                                                                       |
|  | Borealopelta markmitchelli                                                            |
|  |                                                                                       |

|  | Pawpawsaurus campbelli     |
|  |                            |
|  | Borealopelta markmitchelli |
|  |                            |

|  | Europelta carbonensis                                                                 |
|  |                                                                                       |
|  | \| \| Pawpawsaurus campbelli \| \| \| \| \| \| Borealopelta markmitchelli \| \| \| \| |
|  |                                                                                       |
|  | Pawpawsaurus campbelli                                                                |
|  |                                                                                       |
|  | Borealopelta markmitchelli                                                            |
|  |                                                                                       |

|  | Pawpawsaurus campbelli     |
|  |                            |
|  | Borealopelta markmitchelli |
|  |                            |

|  | Struthiosaurus austriacus |
|  |                           |
|  | Stegopelta landerensis    |
|  |                           |

|  | Panoplosaurus mirus |
|  | |
|  | \| \| Edmontonia rugosidens (= Chassternbergia) \| \| \| \| \| \| Edmontonia longiceps \| \| \| \| \| \| Denversaurus schlessmani \| \| \| \| |
|  | |
|  | Edmontonia rugosidens (= Chassternbergia) |
|  | |
|  | Edmontonia longiceps |
|  | |
|  | Denversaurus schlessmani |
|  | |

|  | Edmontonia rugosidens (= Chassternbergia) |
|  |                                           |
|  | Edmontonia longiceps                      |
|  |                                           |
|  | Denversaurus schlessmani                  |
|  |                                           |

|  | Struthiosaurus austriacus |
|  |                           |
|  | Stegopelta landerensis    |
|  |                           |

|  | Panoplosaurus mirus |
|  | |
|  | \| \| Edmontonia rugosidens (= Chassternbergia) \| \| \| \| \| \| Edmontonia longiceps \| \| \| \| \| \| Denversaurus schlessmani \| \| \| \| |
|  | |
|  | Edmontonia rugosidens (= Chassternbergia) |
|  | |
|  | Edmontonia longiceps |
|  | |
|  | Denversaurus schlessmani |
|  | |

|  | Edmontonia rugosidens (= Chassternbergia) |
|  |                                           |
|  | Edmontonia longiceps                      |
|  |                                           |
|  | Denversaurus schlessmani                  |
|  |                                           |

|  | Europelta carbonensis                                                                 |
|  |                                                                                       |
|  | \| \| Pawpawsaurus campbelli \| \| \| \| \| \| Borealopelta markmitchelli \| \| \| \| |
|  |                                                                                       |
|  | Pawpawsaurus campbelli                                                                |
|  |                                                                                       |
|  | Borealopelta markmitchelli                                                            |
|  |                                                                                       |

|  | Pawpawsaurus campbelli     |
|  |                            |
|  | Borealopelta markmitchelli |
|  |                            |

|  | Europelta carbonensis                                                                 |
|  |                                                                                       |
|  | \| \| Pawpawsaurus campbelli \| \| \| \| \| \| Borealopelta markmitchelli \| \| \| \| |
|  |                                                                                       |
|  | Pawpawsaurus campbelli                                                                |
|  |                                                                                       |
|  | Borealopelta markmitchelli                                                            |
|  |                                                                                       |

|  | Pawpawsaurus campbelli     |
|  |                            |
|  | Borealopelta markmitchelli |
|  |                            |

|  | Struthiosaurus austriacus |
|  |                           |
|  | Stegopelta landerensis    |
|  |                           |

|  | Panoplosaurus mirus |
|  | |
|  | \| \| Edmontonia rugosidens (= Chassternbergia) \| \| \| \| \| \| Edmontonia longiceps \| \| \| \| \| \| Denversaurus schlessmani \| \| \| \| |
|  | |
|  | Edmontonia rugosidens (= Chassternbergia) |
|  | |
|  | Edmontonia longiceps |
|  | |
|  | Denversaurus schlessmani |
|  | |

|  | Edmontonia rugosidens (= Chassternbergia) |
|  |                                           |
|  | Edmontonia longiceps                      |
|  |                                           |
|  | Denversaurus schlessmani                  |
|  |                                           |

|  | Struthiosaurus austriacus |
|  |                           |
|  | Stegopelta landerensis    |
|  |                           |

|  | Panoplosaurus mirus |
|  | |
|  | \| \| Edmontonia rugosidens (= Chassternbergia) \| \| \| \| \| \| Edmontonia longiceps \| \| \| \| \| \| Denversaurus schlessmani \| \| \| \| |
|  | |
|  | Edmontonia rugosidens (= Chassternbergia) |
|  | |
|  | Edmontonia longiceps |
|  | |
|  | Denversaurus schlessmani |
|  | |

|  | Edmontonia rugosidens (= Chassternbergia) |
|  |                                           |
|  | Edmontonia longiceps                      |
|  |                                           |
|  | Denversaurus schlessmani                  |
|  |                                           |

|  | Europelta carbonensis                                                                 |
|  |                                                                                       |
|  | \| \| Pawpawsaurus campbelli \| \| \| \| \| \| Borealopelta markmitchelli \| \| \| \| |
|  |                                                                                       |
|  | Pawpawsaurus campbelli                                                                |
|  |                                                                                       |
|  | Borealopelta markmitchelli                                                            |
|  |                                                                                       |

|  | Pawpawsaurus campbelli     |
|  |                            |
|  | Borealopelta markmitchelli |
|  |                            |

|  | Europelta carbonensis                                                                 |
|  |                                                                                       |
|  | \| \| Pawpawsaurus campbelli \| \| \| \| \| \| Borealopelta markmitchelli \| \| \| \| |
|  |                                                                                       |
|  | Pawpawsaurus campbelli                                                                |
|  |                                                                                       |
|  | Borealopelta markmitchelli                                                            |
|  |                                                                                       |

|  | Pawpawsaurus campbelli     |
|  |                            |
|  | Borealopelta markmitchelli |
|  |                            |

|  | Struthiosaurus austriacus |
|  |                           |
|  | Stegopelta landerensis    |
|  |                           |

|  | Panoplosaurus mirus |
|  | |
|  | \| \| Edmontonia rugosidens (= Chassternbergia) \| \| \| \| \| \| Edmontonia longiceps \| \| \| \| \| \| Denversaurus schlessmani \| \| \| \| |
|  | |
|  | Edmontonia rugosidens (= Chassternbergia) |
|  | |
|  | Edmontonia longiceps |
|  | |
|  | Denversaurus schlessmani |
|  | |

|  | Edmontonia rugosidens (= Chassternbergia) |
|  |                                           |
|  | Edmontonia longiceps                      |
|  |                                           |
|  | Denversaurus schlessmani                  |
|  |                                           |

|  | Struthiosaurus austriacus |
|  |                           |
|  | Stegopelta landerensis    |
|  |                           |

|  | Panoplosaurus mirus |
|  | |
|  | \| \| Edmontonia rugosidens (= Chassternbergia) \| \| \| \| \| \| Edmontonia longiceps \| \| \| \| \| \| Denversaurus schlessmani \| \| \| \| |
|  | |
|  | Edmontonia rugosidens (= Chassternbergia) |
|  | |
|  | Edmontonia longiceps |
|  | |
|  | Denversaurus schlessmani |
|  | |

|  | Edmontonia rugosidens (= Chassternbergia) |
|  |                                           |
|  | Edmontonia longiceps                      |
|  |                                           |
|  | Denversaurus schlessmani                  |
|  |                                           |

|  | Europelta carbonensis                                                                 |
|  |                                                                                       |
|  | \| \| Pawpawsaurus campbelli \| \| \| \| \| \| Borealopelta markmitchelli \| \| \| \| |
|  |                                                                                       |
|  | Pawpawsaurus campbelli                                                                |
|  |                                                                                       |
|  | Borealopelta markmitchelli                                                            |
|  |                                                                                       |

|  | Pawpawsaurus campbelli     |
|  |                            |
|  | Borealopelta markmitchelli |
|  |                            |

|  | Europelta carbonensis                                                                 |
|  |                                                                                       |
|  | \| \| Pawpawsaurus campbelli \| \| \| \| \| \| Borealopelta markmitchelli \| \| \| \| |
|  |                                                                                       |
|  | Pawpawsaurus campbelli                                                                |
|  |                                                                                       |
|  | Borealopelta markmitchelli                                                            |
|  |                                                                                       |

|  | Pawpawsaurus campbelli     |
|  |                            |
|  | Borealopelta markmitchelli |
|  |                            |

|  | Struthiosaurus austriacus |
|  |                           |
|  | Stegopelta landerensis    |
|  |                           |

|  | Panoplosaurus mirus |
|  | |
|  | \| \| Edmontonia rugosidens (= Chassternbergia) \| \| \| \| \| \| Edmontonia longiceps \| \| \| \| \| \| Denversaurus schlessmani \| \| \| \| |
|  | |
|  | Edmontonia rugosidens (= Chassternbergia) |
|  | |
|  | Edmontonia longiceps |
|  | |
|  | Denversaurus schlessmani |
|  | |

|  | Edmontonia rugosidens (= Chassternbergia) |
|  |                                           |
|  | Edmontonia longiceps                      |
|  |                                           |
|  | Denversaurus schlessmani                  |
|  |                                           |

|  | Struthiosaurus austriacus |
|  |                           |
|  | Stegopelta landerensis    |
|  |                           |

|  | Panoplosaurus mirus |
|  | |
|  | \| \| Edmontonia rugosidens (= Chassternbergia) \| \| \| \| \| \| Edmontonia longiceps \| \| \| \| \| \| Denversaurus schlessmani \| \| \| \| |
|  | |
|  | Edmontonia rugosidens (= Chassternbergia) |
|  | |
|  | Edmontonia longiceps |
|  | |
|  | Denversaurus schlessmani |
|  | |

|  | Edmontonia rugosidens (= Chassternbergia) |
|  |                                           |
|  | Edmontonia longiceps                      |
|  |                                           |
|  | Denversaurus schlessmani                  |
|  |                                           |

|  | Europelta carbonensis                                                                 |
|  |                                                                                       |
|  | \| \| Pawpawsaurus campbelli \| \| \| \| \| \| Borealopelta markmitchelli \| \| \| \| |
|  |                                                                                       |
|  | Pawpawsaurus campbelli                                                                |
|  |                                                                                       |
|  | Borealopelta markmitchelli                                                            |
|  |                                                                                       |

|  | Pawpawsaurus campbelli     |
|  |                            |
|  | Borealopelta markmitchelli |
|  |                            |

|  | Europelta carbonensis                                                                 |
|  |                                                                                       |
|  | \| \| Pawpawsaurus campbelli \| \| \| \| \| \| Borealopelta markmitchelli \| \| \| \| |
|  |                                                                                       |
|  | Pawpawsaurus campbelli                                                                |
|  |                                                                                       |
|  | Borealopelta markmitchelli                                                            |
|  |                                                                                       |

|  | Pawpawsaurus campbelli     |
|  |                            |
|  | Borealopelta markmitchelli |
|  |                            |

|  | Struthiosaurus austriacus |
|  |                           |
|  | Stegopelta landerensis    |
|  |                           |

|  | Panoplosaurus mirus |
|  | |
|  | \| \| Edmontonia rugosidens (= Chassternbergia) \| \| \| \| \| \| Edmontonia longiceps \| \| \| \| \| \| Denversaurus schlessmani \| \| \| \| |
|  | |
|  | Edmontonia rugosidens (= Chassternbergia) |
|  | |
|  | Edmontonia longiceps |
|  | |
|  | Denversaurus schlessmani |
|  | |

|  | Edmontonia rugosidens (= Chassternbergia) |
|  |                                           |
|  | Edmontonia longiceps                      |
|  |                                           |
|  | Denversaurus schlessmani                  |
|  |                                           |

|  | Struthiosaurus austriacus |
|  |                           |
|  | Stegopelta landerensis    |
|  |                           |

|  | Panoplosaurus mirus |
|  | |
|  | \| \| Edmontonia rugosidens (= Chassternbergia) \| \| \| \| \| \| Edmontonia longiceps \| \| \| \| \| \| Denversaurus schlessmani \| \| \| \| |
|  | |
|  | Edmontonia rugosidens (= Chassternbergia) |
|  | |
|  | Edmontonia longiceps |
|  | |
|  | Denversaurus schlessmani |
|  | |

|  | Edmontonia rugosidens (= Chassternbergia) |
|  |                                           |
|  | Edmontonia longiceps                      |
|  |                                           |
|  | Denversaurus schlessmani                  |
|  |                                           |

|  | Europelta carbonensis                                                                 |
|  |                                                                                       |
|  | \| \| Pawpawsaurus campbelli \| \| \| \| \| \| Borealopelta markmitchelli \| \| \| \| |
|  |                                                                                       |
|  | Pawpawsaurus campbelli                                                                |
|  |                                                                                       |
|  | Borealopelta markmitchelli                                                            |
|  |                                                                                       |

|  | Pawpawsaurus campbelli     |
|  |                            |
|  | Borealopelta markmitchelli |
|  |                            |

|  | Europelta carbonensis                                                                 |
|  |                                                                                       |
|  | \| \| Pawpawsaurus campbelli \| \| \| \| \| \| Borealopelta markmitchelli \| \| \| \| |
|  |                                                                                       |
|  | Pawpawsaurus campbelli                                                                |
|  |                                                                                       |
|  | Borealopelta markmitchelli                                                            |
|  |                                                                                       |

|  | Pawpawsaurus campbelli     |
|  |                            |
|  | Borealopelta markmitchelli |
|  |                            |

|  | Struthiosaurus austriacus |
|  |                           |
|  | Stegopelta landerensis    |
|  |                           |

|  | Panoplosaurus mirus |
|  | |
|  | \| \| Edmontonia rugosidens (= Chassternbergia) \| \| \| \| \| \| Edmontonia longiceps \| \| \| \| \| \| Denversaurus schlessmani \| \| \| \| |
|  | |
|  | Edmontonia rugosidens (= Chassternbergia) |
|  | |
|  | Edmontonia longiceps |
|  | |
|  | Denversaurus schlessmani |
|  | |

|  | Edmontonia rugosidens (= Chassternbergia) |
|  |                                           |
|  | Edmontonia longiceps                      |
|  |                                           |
|  | Denversaurus schlessmani                  |
|  |                                           |

|  | Struthiosaurus austriacus |
|  |                           |
|  | Stegopelta landerensis    |
|  |                           |

|  | Panoplosaurus mirus |
|  | |
|  | \| \| Edmontonia rugosidens (= Chassternbergia) \| \| \| \| \| \| Edmontonia longiceps \| \| \| \| \| \| Denversaurus schlessmani \| \| \| \| |
|  | |
|  | Edmontonia rugosidens (= Chassternbergia) |
|  | |
|  | Edmontonia longiceps |
|  | |
|  | Denversaurus schlessmani |
|  | |

|  | Edmontonia rugosidens (= Chassternbergia) |
|  |                                           |
|  | Edmontonia longiceps                      |
|  |                                           |
|  | Denversaurus schlessmani                  |
|  |                                           |

|  | Europelta carbonensis                                                                 |
|  |                                                                                       |
|  | \| \| Pawpawsaurus campbelli \| \| \| \| \| \| Borealopelta markmitchelli \| \| \| \| |
|  |                                                                                       |
|  | Pawpawsaurus campbelli                                                                |
|  |                                                                                       |
|  | Borealopelta markmitchelli                                                            |
|  |                                                                                       |

|  | Pawpawsaurus campbelli     |
|  |                            |
|  | Borealopelta markmitchelli |
|  |                            |

|  | Europelta carbonensis                                                                 |
|  |                                                                                       |
|  | \| \| Pawpawsaurus campbelli \| \| \| \| \| \| Borealopelta markmitchelli \| \| \| \| |
|  |                                                                                       |
|  | Pawpawsaurus campbelli                                                                |
|  |                                                                                       |
|  | Borealopelta markmitchelli                                                            |
|  |                                                                                       |

|  | Pawpawsaurus campbelli     |
|  |                            |
|  | Borealopelta markmitchelli |
|  |                            |

|  | Struthiosaurus austriacus |
|  |                           |
|  | Stegopelta landerensis    |
|  |                           |

|  | Panoplosaurus mirus |
|  | |
|  | \| \| Edmontonia rugosidens (= Chassternbergia) \| \| \| \| \| \| Edmontonia longiceps \| \| \| \| \| \| Denversaurus schlessmani \| \| \| \| |
|  | |
|  | Edmontonia rugosidens (= Chassternbergia) |
|  | |
|  | Edmontonia longiceps |
|  | |
|  | Denversaurus schlessmani |
|  | |

|  | Edmontonia rugosidens (= Chassternbergia) |
|  |                                           |
|  | Edmontonia longiceps                      |
|  |                                           |
|  | Denversaurus schlessmani                  |
|  |                                           |

|  | Struthiosaurus austriacus |
|  |                           |
|  | Stegopelta landerensis    |
|  |                           |

|  | Panoplosaurus mirus |
|  | |
|  | \| \| Edmontonia rugosidens (= Chassternbergia) \| \| \| \| \| \| Edmontonia longiceps \| \| \| \| \| \| Denversaurus schlessmani \| \| \| \| |
|  | |
|  | Edmontonia rugosidens (= Chassternbergia) |
|  | |
|  | Edmontonia longiceps |
|  | |
|  | Denversaurus schlessmani |
|  | |

|  | Edmontonia rugosidens (= Chassternbergia) |
|  |                                           |
|  | Edmontonia longiceps                      |
|  |                                           |
|  | Denversaurus schlessmani                  |
|  |                                           |

|  | Europelta carbonensis                                                                 |
|  |                                                                                       |
|  | \| \| Pawpawsaurus campbelli \| \| \| \| \| \| Borealopelta markmitchelli \| \| \| \| |
|  |                                                                                       |
|  | Pawpawsaurus campbelli                                                                |
|  |                                                                                       |
|  | Borealopelta markmitchelli                                                            |
|  |                                                                                       |

|  | Pawpawsaurus campbelli     |
|  |                            |
|  | Borealopelta markmitchelli |
|  |                            |

|  | Europelta carbonensis                                                                 |
|  |                                                                                       |
|  | \| \| Pawpawsaurus campbelli \| \| \| \| \| \| Borealopelta markmitchelli \| \| \| \| |
|  |                                                                                       |
|  | Pawpawsaurus campbelli                                                                |
|  |                                                                                       |
|  | Borealopelta markmitchelli                                                            |
|  |                                                                                       |

|  | Pawpawsaurus campbelli     |
|  |                            |
|  | Borealopelta markmitchelli |
|  |                            |

|  | Struthiosaurus austriacus |
|  |                           |
|  | Stegopelta landerensis    |
|  |                           |

|  | Panoplosaurus mirus |
|  | |
|  | \| \| Edmontonia rugosidens (= Chassternbergia) \| \| \| \| \| \| Edmontonia longiceps \| \| \| \| \| \| Denversaurus schlessmani \| \| \| \| |
|  | |
|  | Edmontonia rugosidens (= Chassternbergia) |
|  | |
|  | Edmontonia longiceps |
|  | |
|  | Denversaurus schlessmani |
|  | |

|  | Edmontonia rugosidens (= Chassternbergia) |
|  |                                           |
|  | Edmontonia longiceps                      |
|  |                                           |
|  | Denversaurus schlessmani                  |
|  |                                           |

|  | Struthiosaurus austriacus |
|  |                           |
|  | Stegopelta landerensis    |
|  |                           |

|  | Panoplosaurus mirus |
|  | |
|  | \| \| Edmontonia rugosidens (= Chassternbergia) \| \| \| \| \| \| Edmontonia longiceps \| \| \| \| \| \| Denversaurus schlessmani \| \| \| \| |
|  | |
|  | Edmontonia rugosidens (= Chassternbergia) |
|  | |
|  | Edmontonia longiceps |
|  | |
|  | Denversaurus schlessmani |
|  | |

|  | Edmontonia rugosidens (= Chassternbergia) |
|  |                                           |
|  | Edmontonia longiceps                      |
|  |                                           |
|  | Denversaurus schlessmani                  |
|  |                                           |

## Levenswijze

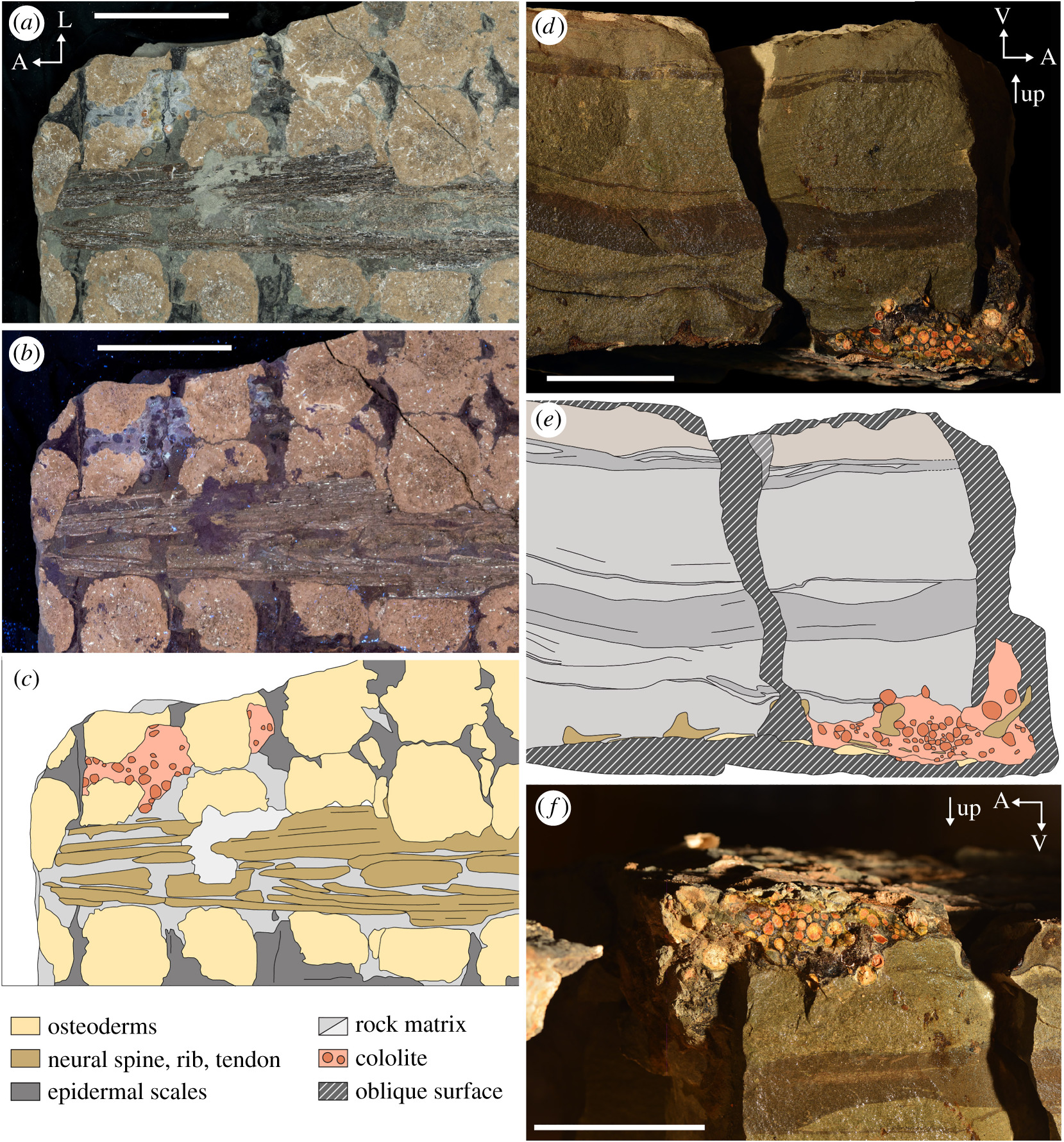
De bewaarde buikinhoud

Het pigment in de hoornlagen is donkerder op de rug. Dat duidt op tegenschaduwing, een camouflagemethode om een driedimensionaal object weg te laten vallen tegen de achtergrond door het vlak te laten lijken. De belichte delen op de rug lijken donkerder door het pigment en de beschaduwde delen van de buik lichter door het ontbreken van pigment. Veel huidige dieren passen deze methode toe maar juist niet grote landdieren met een gewicht van meer dan één ton zoals olifanten of neushoorns, vermoedelijk omdat die niet door nog grotere roofdieren bejaagd worden. Schildpadden op eilanden zonder grotere roofdieren hebben zelfs helemaal geen camouflagetekening. Dat Borealopelta met een gewicht van 1,3 ton wel deze vorm van krypsis toont, wijst erop dat er predatie was door grote Theropoda. Volgens de beschrijvers toont dit ook dat de osteodermen als primaire functie de verdediging hebben en dat temperatuurregeling en pronken, functies die de laatste jaren vaak geopperd worden, slechts secundair waren.
Uit de Clearwaterformatie zijn overigens geen theropoden bekend. Maar in evenoude formaties uit noordelijk Alberta en British Columbia zijn voetafdrukken van grote theropoden gevonden die benoemd zijn als de ichnospecies Irenesauripis. In dezelfde tijd leefde in de Verenigde Staten van Amerika de reusachtige Acrocanthosaurus. Vermoedelijk werd dus ook Borealopelta bejaagd door een roofsauriër van meerdere tonnen gewicht. Aangezien de huidige dinosauriërs, de vogels, tetrachroom zijn, een extra kleurdimensie waarnemen, is het aannemelijk dat ook de grote theropoden voornamelijk op het zicht joegen met een subtiele kleurwaarneming wat weer een heel andere ecologische situatie oplevert dan de huidige met dichrome zoogdieren als roofdieren.
Het feit dat de meer opvallende osteodermen aan de zijde van het lichaam extra lange hoornbedekkingen hebben, is door Caleb Brown uitgelegd als en aanwijzing dat ze mede een functie hadden als pronkorgaan. De verlenging door de hoornlaag is vergelijkbaar met die van de hoorns bij moderne antilopen. Deze conclusies worden kwantitatief ondersteund door zijn vervolgstudie uit 2017.
In 2020 meldde een studie de samenstelling van de maaginhoud. Die bestond voor 88% uit bladeren. Daarvan was weer 85% van varens afkomstig. Dat waren voornamelijk Polypodiales, geen Osmundaceae of Marattiaceae. Cycadofyten maakten maar 3% van de inhoud uit. Coniferen waren slechts als fragmenten aan te tonen. Opmerkelijk is dat 6% uit houtskool bestond. Dat kan erop wijzen dat een verbrand coniferenwoud vervangen werd door varens.